# Minciuna, Bolgrad
Minciuna (în ucraineană Слобідка, transliterat: Slobidka, în germană Mintschuna) este un sat în comuna Tarutino din raionul Bolgrad, regiunea Odesa, Ucraina. Satul a fost locuit de germanii basarabeni.

## Demografie
Componența lingvistică a localității Minciuna
     Rusă (45,67%)
     Română (35,99%)
     Ucraineană (9,34%)
     Bulgară (6,57%)
     Găgăuză (1,04%)
Conform recensământului din 2001, nu există o limbă vorbită de majoritatea populației, aceasta fiind compusă din vorbitori de rusă (45,67%), română (35,99%), ucraineană (9,34%), bulgară (6,57%) și găgăuză (1,04%).